# Heliades (ètnia)
En la mitologia grega, els helíades (en grec antic: Ήλίαδαι, llatí: Heliadae) eren els fills d'Hèlios i Rode que van substituir els telquines com a pobladors de l'illa de Rodes.
Tradicionalment hom els considerava experts en astronomia, navegació i altres ciències, i se'ls atribuïa la divisió de l'any en dies i hores. Durant el seu domini de Rodes tota l'illa va ser dedicada al culte al sol el qual, suposadament, corresponia a la veneració que li tributaven, i era estrany que hi hagués un dia sense sol a l'illa.